# Daniel Tompkins
Daniel Tompkins (Nottinghamshire, 25 aprile 1983) è un cantautore e produttore discografico britannico, frontman del gruppo musicale djent Tesseract.

## Discografia

### Da solista
Album in studio
- 2019 – Castles

Album dal vivo
- 2023 – Ruins: Live Experience

Album di remix
- 2020 – Ruins

### Con i Piano
- 2008 – The Valediction of Verse
- 2014 – Salvage Architecture

### Con i First Signs of Frost
- 2009 – Atlantic

### Con i Tesseract
- 2010 – Concealing Fate (EP)
- 2010 – One
- 2015 – Odyssey/Scala (live)
- 2015 – Polaris
- 2016 – Errai (EP)
- 2018 – Sonder
- 2021 – Portals (live)
- 2022 – Regrowth (EP)
- 2023 – War of Being

### Con gli Skyharbor
- 2012 – Blinding White Noise: Illusion & Chaos
- 2014 – Guiding Lights

### Con gli Absent Hearts
- 2012 – August Earth

### Con i White Moth Black Butterfly
- 2013 – One Thousand Wings
- 2017 – Atone
- 2021 – The Cost of Dreaming

### Con i Zeta
- 2017 – Zeta

### Collaborazioni
- 2010 – Lost – Noise in the City da (Discovery)
- 2011 – Voyager  – The Pensive Disarray (da The Meaning of I)
- 2012 – Haji's Kitchen – Twenty Twelve
- 2013 – Omertah – Oceans
- 2014 – Voyager  – Breaking Down (da V)
- 2015 – Earthside – A Dream in Static (da A Dream in Static)
- 2023 – Earthside – Let the Truth Speak (da Let the Truth Speak)